# المر مک کولوم
المر مک کولوم (انگلیسی: Elmer McCollum؛ زاده ۳ مارس ۱۸۷۹ درگذشته ۱۵ نوامبر ۱۹۶۷) یک دانشمند در زمینه بیوشیمی اهل ایالات متحده آمریکا بود.